# Harlow Curtice
Harlow Herbert Curtice (Petrieville, 15 agosto 1893 – Flint, 3 novembre 1962) è stato un dirigente d'azienda statunitense che ha guidato la General Motors (GM) dal 1953 al 1958.
Come capo della GM, Curtice è stato selezionato come uomo dell'anno per il 1955 da Rivista TIME.
Curtice è nato a Petrieville, nel Michigan. È entrato a far parte della General Motors all'età di 20 anni, ed è passato alla divisione AC Spark Plug per guidarla all'età di 36 anni. Selezionato per dirigere la divisione Buick di GM, ne ampliò la linea e la rese redditizia negli anni '30.
Nel 1948, Curtice divenne vicepresidente esecutivo di GM e succedette alla presidenza nel 1953 a Charles Wilson. Con Curtice come presidente, la GM divenne immensamente redditizia e fu la prima società ad avere profitti per 1 miliardo di dollari in un anno.
Nel 1958, Curtice si ritirò subito dopo il suo 65º compleanno. L'anno successivo, sparò accidentalmente durante la caccia alle anatre ad un amico, uccidendolo. Morì nel 1962 all'età di 69 anni.

## Primi anni di vita
Curtice era figlio di Marion Curtice e di Mary Ellen Eckhart, è cresciuto a Eaton Rapids, sempre in Michigan. Ha frequentando la Eaton Rapids High School. Durante le vacanze lavorava in un lanificio. Si laureò al Ferris Business College nel 1914. Dopo essersi trasferito a Flint, nel 1914, Curtice iniziò la sua rapida ascesa alla GM. Ha iniziato come contabile per la divisione candele AC di GM. Harlow Herbert Curtice, nel suo colloquio di lavoro da parte del controllore aziendale, gli ha detto che la sua ambizione era diventare lui stesso controllore del AC Spark Pluga, infatti lo diventò a soli 21 anni.
Dopo un breve periodo di servizio nell'esercito, Curtice ha ripreso la sua carriera presso l' AC Spark Plug, diventando assistente direttore generale nel 1923 e presidente nel 1929.

## Dirigente
La divisione Buick di GM stava avendo grandi difficoltà durante la Depressione. Curtice fu incaricato e rapidamente creò una nuova organizzazione per Buick e commercializzò una nuova auto. Ha anche creato una piccola rete di rivenditori che sarebbero stati esclusivamente rivenditori Buick. Curtice guidò la Buick durante gli anni della guerra e quando fu elevato alla vicepresidenza GM, aveva fatto di Buick la quarta linea di auto più venduta. Nella seconda guerra mondiale la Buick ha prodotto motori per aerei con una tale efficienza che l'esercito ha considerato di fare di Curtice un generale, ma si è rifiutato. Nel 1946, il presidente della GM Charles Wilson gli offrì la posizione di vicepresidente esecutivo ma Curtice rifiutò. Nel 1948, Wilson offrì di nuovo la posizione a Curtice; questa volta accettò.
Curtice aveva più potere come vicepresidente esecutivo di qualsiasi precedente detentore di quella posizione. Era responsabile di tutte le questioni relative al personale. Nel 1953, Wilson se ne andò dopo che il presidente Dwight Eisenhower lo nominò Segretario alla Difesa. Il consiglio di amministrazione di GM ha nominato Curtice per prendere il posto di Wilson.

## Presidente
Curtice ha mantenuto la tradizione della GM di lasciare che i capi divisione fossero effettivamente autonomi. Tuttavia, con la divisione Allison di GM (motori aeronautici) in ritardo nel 1953, intervenne personalmente per aiutare a gestire la divisione e trovare i soldi per un massiccio investimento per una nuova linea di motori.
I primi mesi del "governo" di Curtice alla GM hanno visto i timori di una recessione. Nel febbraio 1954, con l'economia ancora in ritardo, Curtice annunciò che GM avrebbe speso 1 miliardo di dollari (circa 12 miliardi di dollari oggi) per espandere i propri stabilimenti e strutture in previsione del boom a venire. Ciò ha innescato una folle spesa in conto capitale da parte di altre società, che ha contribuito a garantire la ripresa dell'economia. La Ford ha guadagnato un miliardo, mentre la Chrysler ha annunciato l'intenzione di spendere $ 500 milioni. Nel frattempo, Curtice, ha alzato la posta annunciando l'intenzione di spendere un secondo miliardo, infatti aveva visto che l'economia si sarebbe ripresa. Nel 1955, la GM vendette cinque milioni di veicoli e divenne la prima società a guadagnare un miliardo di dollari in un anno.  Curtice ricevette il riconoscimento "Uomo dell'anno" dalla rivista Time nel 1955 perché: "in un lavoro che lo richiedeva, si è assunto la responsabilità della leadership per gli affari americani".
Nel 1956 annunciò l'intenzione di stanziare un altro miliardo di investimenti di capitale, la più grande somma di questo tipo mai investita da una singola impresa in un solo anno. Al culmine della sua capacità di guadagno, mise in tasca $ 800.000 all'anno (oltre $ 9 milioni oggi).
È stato inserito nel museo Automotive Hall of Fame nel 1971.

## Vita successiva
Dopo aver raggiunto l'età di 65 anni, Curtice si ritirò il 31 agosto 1958 a vita privata, rimanendo pur sempre un direttore della GM. Nel 1959 sparò e uccise accidentalmente il vicepresidente GM in pensione, Harry W. Anderson, durante una battuta di caccia in Canada. Morì nella sua casa a Flint nel 1962, all'età di 69 anni, per un apparente attacco di cuore. Fu sepolto nel cimitero di Glenwood.